# モリシゲ (人形)
株式会社 モリシゲ（英: Morisige Corporation）は、大阪府大阪市中央区松屋町に本社を置く、ひな人形・五月人形などの日本人形の製造販売をおこなう企業である。1919年創業。

## 会社概要
大阪有数の問屋街、松屋町に本店を置く、日本人形の販売元としてその名を知られる。元々は化粧品の問屋として創業するも、1950年代には静岡に本社を置く楽器メーカー、カワイのピアノ・オルガンを取り扱っていたこともあった。
社名は創業者の森重春雄の名に因むもの。また「商売繁盛」の繁盛の訓読み表音をひっくり返しての意味も込められている。
現在は少子化の影響もあって、CMはさして放映されていないが、一昔前は関西地区限定ながら関西テレビやよみうりテレビなどで、毎年2月・4月になると、幼稚園を舞台に、童謡の人形をCMソングにアレンジした「人形のモリシゲ、知ってる?」「知ら～ん」というCMが放映されていたことでも知られる。その他にも泉ピン子や上沼恵美子などの女性タレントなどがCMに出演していた時代もあった。

## 店舗
- 本社（大阪市内）
- 姫路店（兵庫県姫路市）

## 沿革
- 1919年：初代森重春雄が大阪・住吉に化粧品問屋「森重商店」を創業
- 1947年：大阪・久宝寺に進出、翌年12月に改組
- 1965年：多角化経営を改め、日本人形の製造直販のみに経営を集中
- 1967年：大阪・船場に人形センターを竣工、これ以降関西を中心に多数の店舗を開設
- 1968年：社名を「モリシゲ」に改称
- 1991年：奈良・生駒に流通センターを竣工
- 2009年：創業80周年

## その他
同社のHPのドメインのスペルが「Morisige」となっているのは、香川県高松市に本社を置く同名の家具メーカーにドメインを先に登録されたことによるものである。